# Добрата, лошата
Добрата, лошата е шестият студиен албум на певицата Анелия. Издаден е от Пайнер на 11 март 2010 година и включва 14 песни. Албумът включва колаборации с Илиян и DJ Живко Микс. Съдържа хитовете ѝ „Поръчай пак“, „Продължавам“ и „Две неща“.

## Песни
| #  | Песен                                   | Музика                        | Аранжимент                      | Текст                           | Времетраене |
| -- | --------------------------------------- | ----------------------------- | ------------------------------- | ------------------------------- | ----------- |
| 1  | Готов ли си                             | Цветан Спасов и Георги Куртев | Цветан Спасов и Георги Куртев   | Йордан Ботев                    | 03:14       |
| 2  | Ако с теб не съм                        | Калин Димитров                | Калин Димитров                  | Росен Димитров                  | 03:08       |
| 3  | Две неща (дует с Илиян)                 | Цветан Спасов и Георги Куртев | Цветан Спасов и Георги Куртев   | Росен Димитров                  | 03:43       |
| 4  | Не ме принуждавай                       | Даниел Ганев                  | Даниел Ганев                    | Росен Димитров                  | 04:08       |
| 5  | Добрата, лошата                         | Цветан Спасов и Георги Куртев | Цветан Спасов и Георги Куртев   | Росен Димитров                  | 03:45       |
| 6  | Поръчай пак                             | Hristoforos Germanis          | Даниел Ганев                    | Мариета Ангелова                | 03:32       |
| 7  | Обичам те                               | Жени Джамбазова               | Жени Джамбазова                 | Жени Джамбазова                 | 03:34       |
| 8  | Играта ми харесва                       | Даниел Ганев                  | Даниел Ганев                    | Йордан Ботев                    | 03:37       |
| 9  | Забранявам си                           | Калин Димитров                | Калин Димитров                  | Росен Димитров                  | 03:45       |
| 10 | Продължавам                             | Terzis Nikolaos               | Светослав Лобошки               | Лиляна Димова                   | 03:29       |
| 11 | Случи се нещо                           | Анелия                        | Иван Иванов и Александър Дойчев | Лиляна Димова                   | 03:58       |
| 12 | Дори, когато мога всичко                | Анелия                        | Светослав Лобошки               | Лиляна Димова                   | 03:43       |
| 13 | Проблем                                 | Иво Моллов                    | Иво Моллов                      | Росен Димитров                  | 02:42       |
| 14 | Обичам те (ремикс-дует с DJ Живко Микс) | Жени Джамбазова               | Димитър Петров                  | Жени Джамбазова и Лиляна Димова | 03:50       |

## Видеоклипове
| Видеоклип          | Премиера   | Албум           | Режисьор                |
| ------------------ | ---------- | --------------- | ----------------------- |
| Поръчай пак        | 04.10.2008 | Добрата, лошата | Николай Скерлев         |
| Продължавам        | 23.12.2008 | Добрата, лошата | Николай Нанков          |
| Не ме принуждавай  | 05.05.2009 | Добрата, лошата | Николай Нанков          |
| Добрата, лошата    | 07.07.2009 | Добрата, лошата | Людмил Иларионов – Люси |
| Две неща           | 02.11.2009 | Добрата, лошата | Людмил Иларионов – Люси |
| Обичам те          | 28.11.2009 | Добрата, лошата | Николай Скерлев         |
| Ако с теб не съм   | 26.02.2010 | Добрата, лошата | Николай Нанков          |
| Обичам те (ремикс) | 12.04.2010 | Добрата, лошата | Николай Скерлев         |

## ТВ Версии
| Видеоклип                | Албум           | Програма                                   |
| ------------------------ | --------------- | ------------------------------------------ |
| Дори, когато мога всичко | Добрата, лошата | Коледна програма „Приказна Коледа“         |
| Поръчай пак              | Добрата, лошата | Новогодишна програма „Новогодишна виелица“ |
| Продължавам              | Добрата, лошата | Новогодишна програма „Новогодишна виелица“ |
| Готов ли си              | Добрата, лошата | Коледна програма „Коледен подарък“         |
| Обичам те                | Добрата, лошата | Новогодишна програма 2009                  |
| Проблем                  | Добрата, лошата | Промоция „Официално забранен“              |

## Промоция на албума
На 12 март в столичния нощен клуб Night Flight – Анелия представи песните от новия си албум „Добрата, лошата“. По време на мини-концерта, който изнесе, певицата смени три тоалета.  Специални гости на партито бяха Милко Калайджиев, Тони Стораро, Илиян, Константин, DJ Живко Микс, Бони, Глория и Галена, които подгряха публиката със своите най-нови хитови парчета. В паузата между първа и втора част на промоцията, прозвуча песента „Не мога да спра да те обичам“.
В новия албум са събрани 14 песни, сред които доказалите се хитове „Не ме принуждавай“, „Добрата, лошата“, „Поръчай пак“. Другите заглавия, които безспорно ще привлекат вниманието на почитателите са „Обичам те“ и „Продължавам“. Място в новото попълнение в дискографията на певицата е намирала и първата дуетна песен на Анелия и Илиян, „Две неща“. В „Добрата, лошата“ е включен и обявения за „Поп хит на 2009“, ремикс на „Обичам те“, със специалното участие на DJ Живко Микс. 

## Музикални успехи и награди
| Получател               | Музикални успехи и награди                                                    | –                                       |
| ----------------------- | ----------------------------------------------------------------------------- | --------------------------------------- |
| Добрата, лошата         | Първо място в класацията за авторска песен, за фолк хит и за видеоклип (2009) | сп. Нов фолк                            |
| Две неща (дует с Илиян) | Първо място в класацията за авторска песен, за фолк хит и за видеоклип (2009) | сп. Нов фолк                            |
| Две неща (дует с Илиян) | Дует на годината (2009)                                                       | сп. Нов фолк                            |
| Обичам те               | Поп хит на годината (2009)                                                    | Годишни музикални награди на ТВ Планета |
| Готов ли си             | Песен за секс (2009)                                                          | Годишни награди на радио „Романтика“    |
| Ако с теб не съм        | „Хит фолк 30“ и „Видео Топ 15“ за 5-а поредна седмица (2010)                  | сп. Нов фолк                            |
| Ако с теб не съм        | „Хит на форума“ за 3-та поредна седмица (2010)                                | Signal.bg                               |
| Добрата, лошата         | Албум на годината (2010)                                                      | сп. Нов фолк                            |

## Музикални изяви

### Участия в концерти
- 7 години телевизия „Планета“ – изп. „Поръчай пак“
- Награди на телевизия „Планета“ за 2008 г. – изп. „Все едно ми е“, „Трети път“, „Поръчай пак“ и „Продължавам“
- Награди на списание „Нов фолк“ за 2008 г. – изп. „Поръчай пак“
- Турне „Планета Дерби“ 2009 – изп. „Все едно ми е“, „Не ме принуждавай“, „Добрата, лошата“, „Продължавам“ и „Поръчай пак“
- 8 години телевизия „Планета“ – изп. „Две неща“ и „Добрата, лошата“
- Награди на телевизия „Планета“ за 2009 г. – изп. „Готов ли си“
- Награди на списание „Нов фолк“ за 2009 г. – изп. „Две неща“ и „Ако с теб не съм“
- 20 години „Пайнер“ – изп. „Готов ли си“ и „Погледни ме в очите“
- Турне „Планета Дерби“ 2010 – изп. „Готов ли си“, „Проблем“, „Поръчай пак“, „Четири секунди“ и „Две неща“